# Neko no Ongaeshi
Neko no Ongaeshi (猫の恩返し lit. La gratitud de los gatos?), conocida en España como Haru en el reino de los gatos y en Latinoamérica como El regreso del gato, es una película de animación japonesa dirigida por Hiroyuki Morita, producida por Studio Ghibli y estrenada en cines en Japón en 2002. La frase o eslogan que se utilizó en la campaña publicitaria fue 猫になっても、いいんじゃないッ? (Neko ni natte mo, iinjyanai?, lit. ¿No estaría bien convertirse en gato?).
Recibió un Premio de Excelencia en el Festival de arte de Japón de 2002. Está basado en un manga de un único volumen escrito por el mangaka Aoi Hiiragi y publicado por la editorial Tokuma.

## Origen del proyecto
En 1995, Studio Ghibli estrenó la película Mimi wo sumaseba (también conocida como Whisper of the Heart o Susurros del corazón), basada en un manga de Aoi Hiiragi, cuyo argumento trata de una chica y la amistad y posterior romance que nace con un compañero de colegio, y parte de la historia es cómo la muchacha escribe una novela fantástica cuyo personaje principal se llamaba Barón. A pesar de que la vida de la chica no poseía ningún tipo de elemento mágico, sí se incluían escenas cortas de carácter fantástico que mostraban lo que la chica estaba escribiendo. Estas escenas, aunque cortas, se hicieron tan populares que los aficionados reclamaron que se produjera una película basada en la supuesta novela: el resultado fue Haru en el reino de los gatos.
La idea para lo que más tarde sería Haru en el reino de los gatos surgió a partir del llamado "Proyecto Gato" en 1999. Un parque de atracciones japonés solicitó al Studio Ghibli  que crease un cortometraje de animación de 20 minutos, protagonizado por gatos. Hayao Miyazaki quería que en este corto aparecieran tres elementos clave: el Barón, Muta y una misteriosa tienda de antigüedades. Se encargó la producción del manga basado en el corto a Hiiragi, que se titularía Baron: The Cat Returns (バロン 猫の男爵 Baron: Neko no Danshaku?, lit. Baron: el gato Barón'). El proyecto, sin embargo, fue finalmente cancelado.
Miyazaki decidió entonces recopilar el trabajo realizado para el "Proyecto Gato" y lo utilizó como campo de pruebas para futuros directores de Ghibli. El corto tendría ahora 45 minutos de duración. Al final, Hiroyuki Morita, que había dado sus primeros pasos como animador en 1999 en la película Mis vecinos los Yamada se hizo cargo del proyecto. Durante un periodo de 9 meses trasladó la historia de Hiiragi a 535 páginas de storyboard de lo que finalmente sería Haru en el reino de los gatos. Así, Miyazaki y Toshio Suzuki dieron luz verde a una película de animación basada en su totalidad en los storyboard de Morita.

## Argumento
Haru es una estudiante de instituto tímida y poco habladora, no posee demasiada fuerza de voluntad ni confianza en sí misma, aunque está enamorada de un joven de su instituto, pero para su desgracia descubre que éste tiene novia, lo que a sus ojos le confirma que es una persona sin suerte. Un día salva a un gato, de pelaje oscuro y ojos heterocromáticos, de ser atropellado por un camión. El gato, para asombro de Haru, se presenta como Lune, príncipe del reino de los gatos. Haru esa noche insinúa a su madre este incidente y ella le comenta que siendo pequeña Haru sostenía poseer la habilidad, ahora olvidada, de hablar con los gatos y cómo una vez la encontró conversando y alimentando a una gata abandonada. 
Haru descubre que los gatos súbditos de Lune la cubren de regalos (hierba gatera y ratones, principalmente) y más tarde le ofrecen casarse con el príncipe tomando su respuesta confusa por un "sí". El desarrollo de los acontecimientos desborda a Haru, pero una amable y anónima voz femenina le indica que busque ayuda en la Oficina de Asuntos Gatunos. De este modo, Haru se encuentra con Muta, un gato blanco y gordo que, según la voz, deberá guiarla hasta la Oficina. Allí Haru conoce a Barón, la figura de un gato dotada de vida gracias al duro trabajo del artista que la creó y Toto, una gárgola con forma de cuervo de piedra que como Barón, también cobra vida. Tras relatar su problema, Muta explica que el reino de los gatos es para seres sin mente ni pensamientos propios, y es así como Barón decide ayudarla. Poco después, Haru y Muta son secuestrados y llevados al reino. Barón y Toto, que se quedan atrás, en el mundo humano, parten en su búsqueda; finalmente, encuentran la entrada al reino: cinco lagos que forman la figura de una huella de gato. 
Haru es llevada a un banquete en el castillo del reino de los gatos y poco a poco, empieza a convertirse en uno de estos felinos. Sus manos y pies se transforman en patas, sus orejas adquieren forma gatuna e incluso le salen bigotes. De este modo, según los gatos, será una novia apropiada para el príncipe. Sin embargo, Haru sigue conservando ciertos rasgos humanos. Barón, disfrazado, se interna en el castillo y se presenta ante los comensales como un misterioso visitante. Saca a bailar a Haru y ésta se percata de la verdadera identidad del supuesto desconocido. Barón es desenmascarado y se desata una lucha feroz, en la que también interviene Muta. Yuki, una gata blanca que sirve en el castillo, ayuda a Barón y a Haru a escapar a través de un pasadizo. Haru reconoce la voz de Yuki como la que anteriormente le habló de la Oficina de Asuntos Gatunos, pero no tiene tiempo para preguntarle al respecto. 
Haru, Barón y Muta llegan hasta un laberinto, en cuyo centro se alza una torre desde cuya cima podrán volver al mundo de los humanos. El rey gato hace lo imposible para impedirles alcanzar su objetivo, ya que si la retiene hasta después del amanecer Haru se convertirá completamente en gato y no podrá abandonar el reino. Cuando ve que todos sus esfuerzos son en vano, decide dinamitar la torre. 
Afortunadamente, Lune y sus guardias regresan a tiempo al reino y el príncipe explica que su padre no estaba actuando en su nombre. En realidad no desea casarse con Haru, sino con Yuki. Por otro lado, Muta revela su pasado como Reinaldo Moon, un temido criminal en el reino (su fechoría más notoria a ojos de los gatos fue la de tragarse, literalmente, un lago lleno de peces, cosa que aún Barón encontró atroz). Yuki, por su parte, resulta ser la misma gata hambrienta a la que Haru había dado de comer una vez siendo niña y como agradecimiento, Yuki le indicó cómo encontrar la Oficina de Asuntos Gatunos y la ayudó en el reino. 
El obstinado rey decide que si Haru no puede ser su nuera será su esposa, pero la muchacha se harta de su actitud y finalmente levanta la voz y lo regaña, acto con el que demuestra tener voluntad y mente propia, pudiendo gracias a ello volver a ser humana. Minutos antes de que amanezca, Haru logra llegar a la puerta a este mundo, mientras Barón derrota al rey en un duelo y el reino entero anima al trío para que logren salvarse. 
Al final, Haru, Muta y Barón escapan del reino de los gatos gracias a la ayuda del príncipe y de una bandada de cuervos amigos de Toto. Ya de vuelta en el mundo humano, Haru se da cuenta de que ha cambiado como persona y ha descubierto sus sentimientos por Barón, sin embargo se contenta con declararse, oírlo declinar y decir que estará a su disposición cuando tenga problemas para posteriormente de despedirse de ella. 
Tras esto vuelve a su vida normal, sorprendiendo a su madre y a su mejor amiga con su nueva actitud, ya que Haru se trasforma a partir de ese momento en una joven energética, decidida y responsable; cuando Hiromi, su mejor amiga, le comenta que el chico que le gusta está soltero Haru no demuestra interés, ya que ha superado esa faceta de su personalidad.

## Personajes
- Haru Yoshioka: Una chica de 17 años, protagonista de la película. Es una estudiante de instituto a la que le cuesta levantarse por las mañanas, por lo que suele llegar tarde a clase. Vive sola con su madre, y ya que ésta está bastante ocupada por lo general, es ella quien se ocupa de muchas de las labores de la casa. Está enamorada de un compañero de su clase quien tiene novia, por lo cual se siente como alguien sin rumbo; posee el hábito de aceptar lo que los demás dicen sin mostrar o imponer sus ideas o emociones, lo que a la larga la lleva enfrentar el problema de haber sido secuestrada y llevada al reino de los gatos, lugar donde existen y van los seres sin una mente propia. Tras saber que está en peligro logra contactarse con Muta y con Barón, llegando a sentir especial afecto por este último.

- Barón Humbert von Gikkingen: Habitualmente conocido como Barón, es el alma de una estatua de un gato nacida de la dedicación del artesano que lo creó y por ser un objeto muy antiguo. Dueño de la Oficina de Asuntos Gatunos, mide unos 30 centímetros, viste traje y sombrero y se le suele ver siempre con bastón. Una de sus especialidades es preparar un té rojo del cual nunca puede asegurar cómo será el sabor. Apareció anteriormente en Mimi wo sumaseba. Tiene el porte y la actitud de un caballero inglés, excelente peleador y muy inteligente. Al conocer a Haru decide ayudarla. Según se explica en Mimi wo sumaseba, originalmente eran dos figuras, siendo la otra una dama felina quien era su novia, sin embargo en la primera mitad del siglo XX fueron repartidos por una pareja, quedando cada uno en manos de un amante.

- Muta: Un gato gordo y cínico, que guía a Haru hasta Barón. En japonés "cerdo" se dice "Buta", y para gran consternación de Muta, a lo largo de la película confunden su nombre. Su nombre "verdadero" es "Reinaldo Moon". Apareció previamente en Mimi wo sumaseba. Por lo general descansa en la calle principal de la ciudad esperando clientes para Barón, pero en la obra anterior también se menciona que posee muchos nombres ya que suele pasear por gran parte de la ciudad siendo rebautizado por los vecinos de cada barrio que frecuenta.

- Toto: Estatua de una gárgola con aspecto de cuervo que, al igual que Barón, cobra vida. A pesar de ser buen amigo de Muta, le gusta reírse de él de vez en cuando, por lo que es común que se insulten y agredan.

- El rey gato: Monarca del reino de los gatos. Se le muestra como un personaje mal educado y un poco loco. Sus características más llamativas son sus ojos heterocromáticos y el ópalo en forma de ojo de gato que luce sobre la frente. Su pelaje es desaliñado y es muy terco, por lo que cuando decide algo las opiniones de los demás le son irrelevantes. Es así como decidió que el premio para Haru por salvar a su hijo sería convertirse en su nuera, y para llevarlo a cabo la secuestró y posteriormente la transformó en gato. Tras el rescate por parte de Barón, enviaría a sus soldados contra ellos y bajo el mismo pensamiento no le importaría asesinarlos o destruir parte de la ciudad.

- Príncipe Lune: El hijo del rey gato. Comparte con su padre los ojos heterocromáticos, pero se le muestra como un personaje educado y de gran disciplina. Viaja al mundo de los humanos para obtener un regalo especial para Yuki, y es entonces cuando Haru le salva de morir atropellado. Los actos de su padre se hacen ignorándolo él, ya que tras ser salvado se encontraría lejos de su reino.

- Natori: Consejero del rey. Un gato anciano y educado que viste trajes chinos y usa anteojos. Organiza las órdenes del rey, por los que los impulsivos actos de éste logran así algo de inteligencia y planificación; su lealtad al rey es grande y va más allá del servicio a la corona en sí.

- Natoru: La nerviosa mensajera del rey. Una gata de pelaje marrón y orejas caídas, que siempre sonríe y no cuestiona las decisiones de los demás. Sin embargo tampoco le importa la opinión de Haru, y a pesar de que parece siempre sonreír, cuando Haru grita su pelaje se eriza.

- Yuki: Una bonita gata blanca, súbdita del reino de los gatos y sirvienta de palacio. Cuando Haru era pequeña, la encontró vagando hambrienta por las calles y le dio sus galletas de pescado. Años más tarde, Yuki le devolverá el favor guiándola a la Oficina de Asuntos Gatunos.

- Naoko Yoshioka (吉岡直子): Es la madre de Haru. Es costurera y hace arreglos de ropa. Es ella quien le recuerda a Haru que de pequeña solía hablar con los gatos del barrio.

- Hiromi (ひろみ): Es la mejor amiga de Haru, que va a su misma clase. Forma parte del club de lacrosse y le gusta un chico que es miembro del club de ping-pong.

- Chika (チカ): Compañera de clase de Haru. Lleva gafas y acompaña a Hiromi a un torneo de ping-pong.

## Voces
| Personaje        | Seiyū              | Actores de voz        | Actores de voz    | Actores de voz      | Actores de voz        |
| ---------------- | ------------------ | --------------------- | ----------------- | ------------------- | --------------------- |
| Haru Yoshioka    | Chizuru Ikewaki    | Meritxell Ané         | Mariana Ortiz     | Anne Hathaway       | Mariela Álvarez       |
| Barón            | Yoshihiko Hakamada | Jordi Ribes           | Óscar Gomez       | Cary Elwes          | Diego Brizzi          |
| Muta             | Tetsu Watanabe     | Alberto Mieza         | Carlos del Campo  | Peter Boyle         | Mariano Chiesa        |
| Yuki             | Aki Maeda          | Pilar Morales         | Gaby Ugarte       | Judy Greer          | Luciana Falcón        |
| Príncipe Lume    | Takayuki Yamada    | Toni Mora             | Carlo Vázquez     | Andrew Bevis        | Emiliano Dionisi      |
| Toto             | Yōsuke Saitō       | Ramón Rocabayera      | Carlos Becerril   | Elliott Gould       | José Luis Perticarini |
| Natori           | Kenta Satoi        | Enric Isasi-Isasmendi | Jorge Santos      | Rene Auberjonois    | Desconocido           |
| Natoru           | Mari Hamada        | María Rosa Guillén    | Ángela Villanueva | Andy Richter        | Diego Brizzi          |
| Rey de los gatos | Tetsurō Tanba      | Víctor Iturrioz       | Jorge Roldán      | Tim Curry           | José Luis Perticarini |
| Naoko Yoshioka   | Kumiko Okae        | Silvia Castelló       | Desconocida       | Kristine Sutherland | Silvia Aira           |
| Hiromi           | Hitomi Satō        | Iris Lago             | Georgina Sánchez  | Kristen Bell        | Luciana Falcón        |

- Estudio del doblaje de España: Sonoblok S.A., Barcelona.
- Estudio del doblaje de México: Candiani Dubbing Studios, Ciudad de México.

## Edición española
Haru en el reino de los gatos fue editada en España por la empresa Cameo. Presenta las mismas características que la edición japonesa, aunque cuenta con menos extras. Por ejemplo, en la edición japonesa se incluía el segundo capítulo de "Ghiblies", una serie de historias cortas sobre los miembros del Studio Ghibli, que no aparece en la edición española. Esto se debe a que es el propio Studio Ghibli el que decide qué extras aparecerán en las ediciones internacionales de sus películas. Los idiomas disponibles son castellano y japonés, con subtítulos en castellano.
Aunque los títulos dados a esta obra en español son Haru en el reino de los gatos y El regreso del gato, la frase Neko no ongaeshi se traduce literalmente como Gatos regresando el favor o La gratitud de los gatos, en una referencia a la gratitud de los gatos hacia Haru por salvar a su príncipe; sin embargo, al ser traducido arbitrariamente se trasformó en El regreso del gato, título generalmente relacionado con la aparición previa de Barón en Mimi wo sumaseba.

## Banda sonora
Se editaron dos discos con música de la película en Japón: uno puesto a la venta el 17 de julio de 2002 y editado pot Tokuma Japan Communications, el cual contiene la banda sonora original utilizada en la película y consta de treinta pistas; el otro, puesto a la venta el 26 de junio de 2003 y editado por Victor, el cual contiene el tema principal de la película, titulado Kaze ni naru (風になる), e interpretado por la cantante Ayano Tsuji.